# 웨슬리 코레이라
웨슬리 코레이라(Wesley Correira, 1978년 11월 11일, 미국 하와이주 ~ )는 미국의 킥복싱 선수, 종합격투기 선수다.

## 정보
주 베이스는 킥복싱과 유술이다. 그의 소속팀인 비제이 펜 MMA에서 유술을 훈련받아 유술에 능하다. 그의 별명은 Cabbage(캐비지, 양배추)이다. 얼굴이 양배추같다 해서 Cabbage라고 했다. 그 밖의 전적은 23전 14승 9패(1 KO)로 대체로 KO률이 낮은 편이다. K-1 2005 하와이 대회에 K-1 데뷔하여 8강전에서 게리 굿리지에게 2R 후반 로킥으로 무너졌다. 3년 뒤의 다시 K-1 하와이GP로 오랜만에 출전해 가장 무게가 많이 나가는 버터 빈을 하이킥으로 K-1에서 첫 승을 따냈지만 준결승에서 랜디 김에게 역시 취약점인 로킥에 의해 데미지를 받아 발목을 잡히고 만다.

## 기본정보
- 신체 : 190cm, 122kg
- 특기 : 복싱, 유술

## K-1 타격 전적
- 3전 1승 2패(1 KO)

| 경기일자        | 상대        | 결과 | 내용           | 대회                       |
| --------------- | ----------- | ---- | -------------- | -------------------------- |
| 2008년 8월 9일  | 랜디 김     | 패   | 2R 1분 KO      | K-1 월드 GP 2008 in Hawaii |
| 2008년 8월 9일  | 버터 빈     | 승   | 1R KO          | K-1 월드 GP 2007 in Hawaii |
| 2005년 7월 29일 | 게리 굿리지 | 패   | 2R 2분 43초 KO | K-1 월드 GP 2005 in Hawaii |